# Vatica pedicellata
Espèce
Classification phylogénétique
Statut de conservation UICN

 VU  : Vulnérable
 Vatica pedicellata est un arbre sempervirent endémique de Bornéo, appartenant à la famille des dipterocarpaceae.

## Répartition
Endémique aux forêts inondées de l'Ouest du Sarawak.

## Préservation
Espèce menacée du fait de la déforestation et l'exploitation forestière. Protégée dans des réserves forestière